# Селенит кобальта(II)
Селенит кобальта(II) — неорганическое соединение,
соль кобальта и селенистой кислоты с формулой CoSeO3,
кристаллы,
не растворяется в воде,
образует кристаллогидраты.

## Получение
- В природе встречается минерал кобальтоменит — CoSeO3•2H2O с примесями [1].

- Осаждение сульфата кобальта селенитом натрия (используется в аналитической химии):

{\displaystyle {\mathsf {CoSO_{4}+Na_{2}SeO_{3}\ {\xrightarrow {60^{o}C}}\ CoSeO_{3}\cdot 2H_{2}O\downarrow +Na_{2}SO_{4}}}}

## Физические свойства
Селенит кобальта(II) образует кристаллы.
Не растворяется в воде.
Образует кристаллогидраты состава CoSeO3•n H2O, где n = 1/3, 1, 2 и 5.
Кристаллогидрат состава CoSeO3•H2O образует кристаллы двух модификаций:
- моноклинной сингонии, пространственная группа P 21/n, параметры ячейки a = 0,5681 нм, b = 0,4767 нм, c = 1,3480 нм, β = 101,37°, Z = 4
- моноклинной сингонии, пространственная группа P 21/n, параметры ячейки a = 0,4772 нм, b = 1,3209 нм, c = 0,5686 нм, β = 90,54°, Z = 4 [2].

Кристаллогидрат состава CoSeO3•2H2O образует кристаллы
моноклинной сингонии, пространственная группа P 21/n, параметры ячейки a = 0,6496 нм, b = 0,8809 нм, c = 0,7619 нм, β = 98,87°, Z = 4 .